# Pia Kjærsgaard

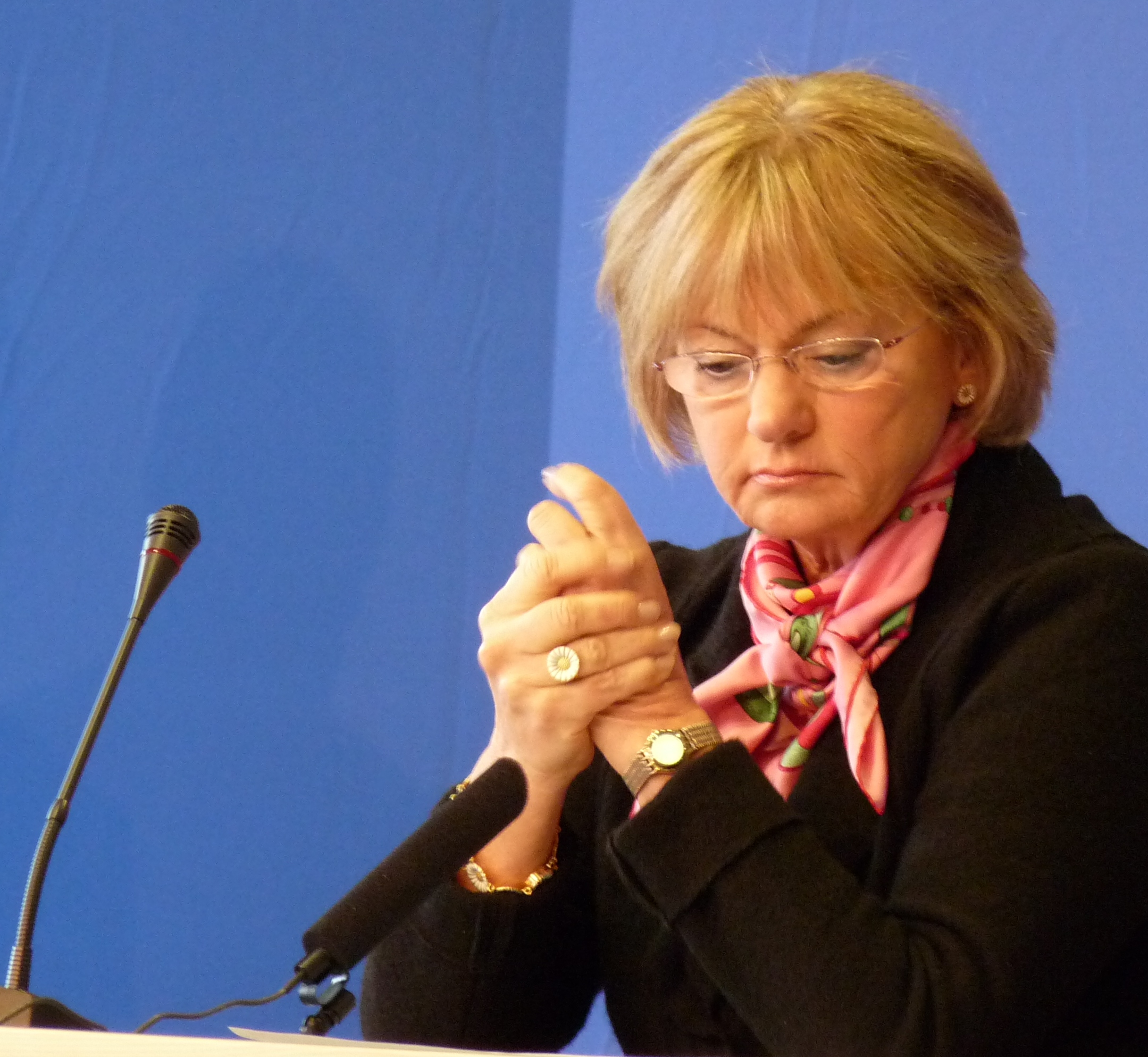
Pia Kjærsgaard en 2009.

Pia Kjærsgaard (nacida el 23 de febrero de 1947 en Copenhague) es una política danesa. Fue la cofundadora y líder del Partido Popular Danés (Dansk Folkerparti), partido conservador y nacionalista desde 1995 a 2012. También la presidenta del Folketinget, el parlamento danés.
Se ha convertido en una de las políticas más conocidas en Dinamarca durante los últimos años, tanto por su postura consistente y vocal contra el multiculturalismo y la inmigración, como por su apoyo parlamentario a los gobiernos de centro derecha de Anders Fogh Rasmussen y Lars Løkke Rasmussen de 2001 a 2011. Su éxito ha sido una inspiración para movimientos antiislámicos en toda Europa.
El 7 de agosto de 2012, Kjærsgaard anunció su dimisión del cargo de líder del Partido Popular Danés. Nombró a Kristian Thulesen Dahl como su sucesor, quien asumió el cargo el 12 de septiembre de 2012, prometiendo mantener el rumbo trazado por Kjærsgaard.

## Primeros años de vida
Kjærsgaard nació en Copenhague de Poul Kjærsgaard, un comerciante de pinturas, e Inge Munch Jensen, ama de casa. Después de completar la Folkeskole en 1963, asistió a la Escuela Comercial de Copenhague (1963-1965). De 1963 a 1967 trabajó como asistente de atención domiciliaria para personas mayores en Gentofte. De 1978 a 1984 trabajó como auxiliar de oficina en actividades de seguros y publicidad.

## Carrera política
Kjærsgaard comenzó su carrera política como candidata del Partido del Progreso en el distrito nominal de Ryvang, entre 1979 y 1981, seguidamente por el distrito de Ballerup y Gladsaxe hasta 1983, después por el distrito de Hvidovre (1983-1984), y finalmente por el de Middelfart, desde 1984 hasta 1995.
En 1984, todavía en el Partido del Progreso, obtuvo su primer escaño en el Parlamento de Dinamarca, en representación del antiguo distrito de Copenhague (periodo 10 de enero de 1984 - 8 de septiembre de 1987). Después de ello representó al distrito de Fionia hasta el 6 de octubre de 1995.
En 1995, con una situación caótica en el Partido del Progreso, Kjærsgaard de marchó para cofundar el Partido Popular Danés (DF). Como miembro del DF fue candidata en el distrito nominal de Glostrup en 1997, seguidamente del de Hellerup y Gentofte, hasta 2005. También ocupó un escaño en el Parlamento Danés, representando nuevamente al distrito de Fionia, desde octubre de 1995 hasta el 11 de marzo de 1998.
Con el descenso de apoyo del Partido del Progreso, el DF experimentó un significativo ascenso. En 2001 se había convertido en el tercer partido con mayor representación en el Parlamento, aglutinando un 12% del total de votos.

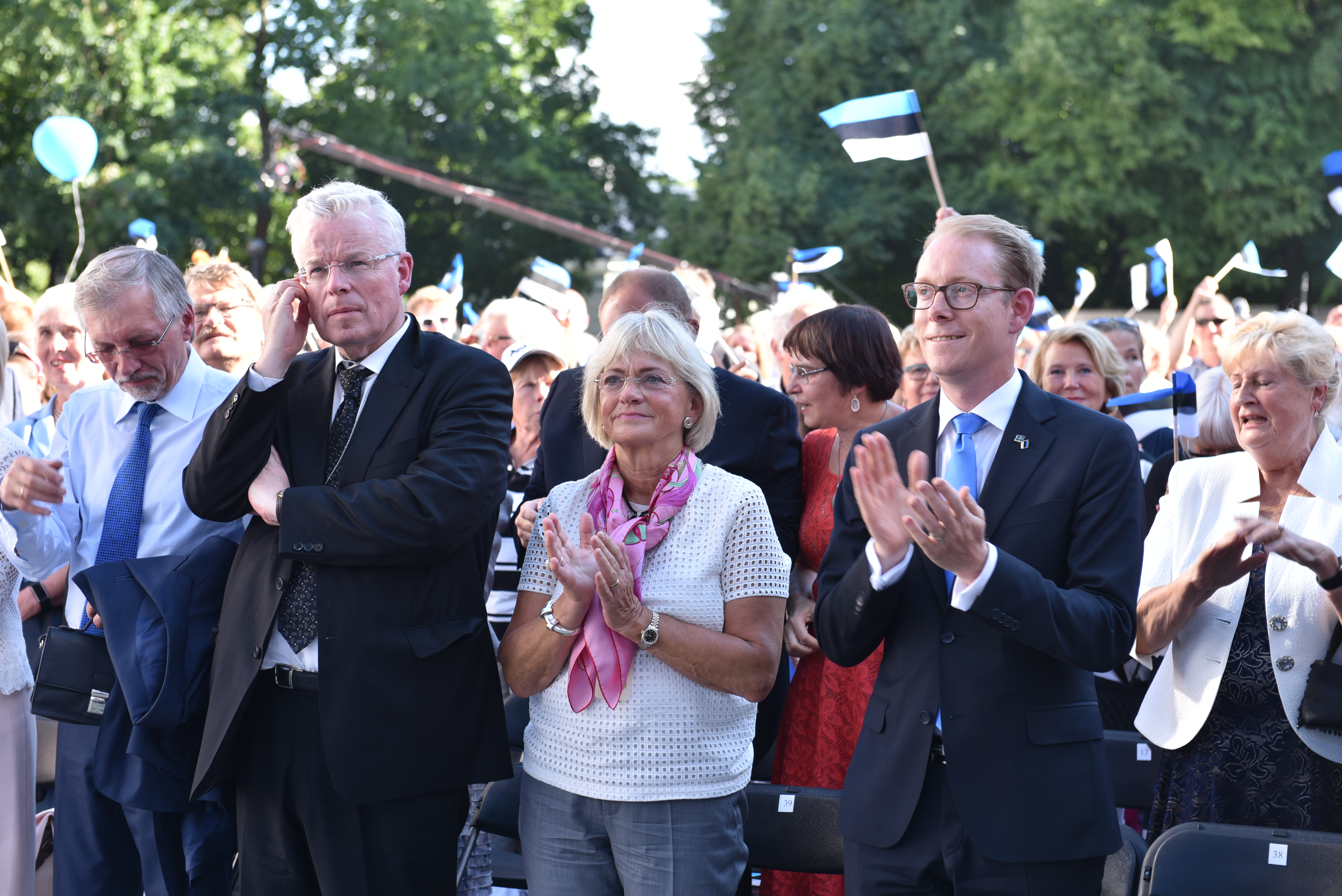
Kjærsgaard en un mitin

En las elecciones parlamentarias de 2005, el DF aumentó su porcentaje hasta el 13,2%, y Kjærsgaard recibió el 38,35% de votos personales, siendo la segunda, detrás del primer ministro, Anders Fogh Rasmussen.

### Portavoz del Folketing
El 3 de julio de 2015, tras el éxito del partido de Kjærsgaard en las elecciones parlamentarias de junio de 2015, fue elegida la primera presidenta del Folketing. Kjærsgaard fue propuesta tanto por los cuatro partidos que apoyan al nuevo gobierno de Lars Løkke Rasmussen, como por la oposición de los socialdemócratas y el groenlandés Siumut.

## Vida personal
En 1967 se casó con Henry Thorup, trabajador de una aseguradora, que llegó a ser presidente y miembro del consejo regional del PPD y actualmente trabaja como contador gubernamental, con el que tuvo dos hijos: Nan (mujer) y Troels (varón).

## Honores
- Orden de Dannebrog, Comandante de primera clase (2 de octubre de 2018)
- Orden Nacional del Mérito, Gran Cruz (28 de agosto de 2018)
- Orden de la Corona, Gran Cruz (28 de marzo de 2017)
- Orden del Halcón, Gran Cruz (24 de enero de 2017)
- Medalla de Honor de los Boinas Azules Nórdicas, oro
- Orden del Águila Azteca
- Orden de la Estrella Brillante